# باسيل شورت
باسيل شورت (بالإنجليزية: Basil Short)‏ هو لاعب اتحاد الرغبي جنوب أفريقي، ولد في 19 مايو 1991 في فرايهيد ‏ في جنوب أفريقيا.